# Llei d'igualtat de tracte i no-discriminació
La llei d'igualtat de tracte i no-discriminació és una llei aprovada per unanimitat el 18 de desembre de 2020 al Parlament de Catalunya durant la dotzena legislatura de la Catalunya autonòmica. La llei es va publicar al Diari Oficial de la Generalitat de Catalunya el 30 de desembre de 2020 i va entrar en vigor un mes després de la seva publicació.
L'objectiu d'aquesta llei és dotar les administracions públiques i la societat d'instruments per fer efectiu el dret a la igualtat i per erradicar les conductes discriminatòries que atempten contra la dignitat, la llibertat d'expressió i el lliure desenvolupament de les persones. El text contempla mesures per eliminar, prevenir, detectar, protegir, atendre, sancionar i reparar les discriminacions comeses a Catalunya. Es concep com una eina complementària a la jurisdicció penal relativa als delictes d’odi.

## Antecedents
En la desena legislatura, el Govern de Catalunya va aprovar la memòria preliminar de l'avantprojecte de llei per a la no-discriminació l'abril de 2014. L'octubre del mateix any es va promulgar la llei LGBTI catalana que encomanava al Govern la tramitació al Parlament de Catalunya del projecte d'aquesta llei en un termini de vuit mesos. A tal efecte, el Govern va registrar diversos avantprojectes de la llei al llarg del 2015 i 2016. No va ser fins a l'onzena legislatura quan el Govern va presentar el projecte de llei, el 10 de gener de 2017. Deu mesos després, el 27 d'octubre, el parlament va ser dissolt pel president del Govern d'Espanya i, en conseqüència, el projecte va caducar. La dotzena legislatura es va constituir el gener de 2018 i al novembre d'aquell any el govern registrava de nou el text. Van passar dos anys quan, en plena pandèmica de COVID-19, el Consell de la Gent Gran, el Consell Nacional de Dones, el Consell Nacional de la Joventut, el Consell Nacional LGBTI i la Federació d'Entitats Catalanes d'Acció Social van registrar una petició al Parlament perquè aprovés la llei abans que finalitzés la legislatura, davant la previsió d'una imminent dissolució de la cambra i la convocatòria d'eleccions anticipades. També l'Ajuntament de Terrassa va instar el Parlament a aprovar la llei. Finalment, la llei es va aprovar al darrer ple de la dotzena legislatura amb el vot favorable de tots els grups parlamentaris, amb excepció d'alguns preceptes que el PPC i Ciutadans van votar-hi en contra o van abstenir-s'hi.